# Gediminas' tårn
Gediminas tårn (litauisk: Gedimino Pilies Bokstas) er den eneste tilbageværende del af det Øvre slot i Vilnius, Litauen.
De første befæstninger på "Gedimino pilies kalnas" (dansk: Gedimino slotsbakken) blev bygget af træ af Gediminas storfyrste af Litauen. Senere blev det første murstensslot afsluttet i 1409 af storfyrste Vytautas. Nogle rester af den gamle borg er blevet restaureret med udgangspunkt i den arkæologiske forskning.
Det er muligt at klatre til toppen af bakken til fods eller ved at tage en kabelbane. Tårnet huser en udstilling af arkæologiske fund fra bakken og det omkringliggende område. Der er udsigt ud over såvel den gamle bydel som Šnipiškės, Vilnius' nye forretningskvarter med bl.a. Europos bokštas.
Gediminas tårn er et vigtig historiske symbol for byen Vilnius og Litauen. Det er afbildet på den nationale valuta, litas, og er nævnt i talrige litauiske patriotiske digte og folkesange. Det litauiske flag blev igen hejst på toppen af tårnet den 7. oktober 1988 under uafhængighedsbevægelse, der blev afsluttet ved akten genoprettelse af staten Litauen den 11. marts 1990. En rekonstruktion af Kongeslottet i Litauen blev afsluttet i 2009, og er placeret for foden af slotsbakken.